# Drasteriodes limata
Drasteriodes limata är en fjärilsart som beskrevs av Hugo Theodor Christoph 1884. Drasteriodes limata ingår i släktet Drasteriodes och familjen nattflyn. Inga underarter finns listade i Catalogue of Life.